# Кристоф фон Дона (1583 – 1637)
Кристоф фон Дона (на немски: Christph II zu Dohna; * 27 юни 1583 в Морунген; † 1 юли 1637 в Оранж, Франция) е граф и бургграф на Дона-Карвинден, немски политик и учен по време на Тридесетгодишната война, щатхалтер на княжество Оранж.
Той е осмият син на бургграф Ахац фон Дона-Карвинден-Лаук (1533 – 1601) и съпругата му Барбара фон Вернсдорф (1547 – 1607). Брат е на бургграф Фридрих (1570 – 1627) и Фабиан II (1577 – 1631).
Кристоф фон Дона следва в университетите в Росток (1597), Алтдорф (1598), Хайделберг (1599), Сиена (1601), Перуджа (1602), Женева (1604) и отново в Хайделберг (1606).
Той придружава 1606 г. за пръв път княз Христиан I фон Анхалт-Бернбург в Париж. По-късно той получава от княза дипломатически мисии.
През 1619 г. Кристоф фон Дона е приет чрез княз Лудвиг I фон Анхалт-Кьотен в литературното общество Fruchtbringende Gesellschaft. По препоръка на Христиан I фон Анхалт през 1615 г. той става съветник на курфюрст Фридрих V фон Пфалц, по-късният „Зимен крал“. През 1620 г. той е оберсткемерер и се жени.
Неговият зет, Фредерик Хендрик Орански, го поставя през октомври 1630 г. като губернатор на княжество Оранж. До смъртта си е на тази служба и помага финансово на тамошния университет.
Кристоф фон Дона пише и превежда книги и стихотворения на немски, италиански и латински.

## Фамилия
Кристоф фон Дона се жени на 23 март 1620 г. в Прага за графиня Урсула фон Золмс-Браунфелс (* 24 ноември 1594; † 28 август 1657), дъщеря на граф Йохан Албрехт I фон Золмс-Браунфелс (1563 – 1623) и
графиня Агнес фон Сайн-Витгенщайн (1568 – 1617). Те имат децата:
- Фридрих фон Дона IV „Млади“ (* 4 февруари 1621; † 27 март 1688), господар на Копет, щатхалтер на княжество Оранж (1648 – 1660), женен на 29 октомври 1656 г. за Есперанца ду Пуй де Монтбрун-Ферасиерес (* 1638: † 12 юли 1690)
- Кристиан Албрехт фон Дона (* 10 декември 1621; † 14 декември 1677), генерал на Бранденбург, женен на 6 април 1644 г. за графиня София Теодора ван Холанд-Бредероде (* 16 март 1620; † 23 септември 1678)
- Хайнрих (* ок. 3 януари 1624; † юни 1643 убит в битка при Нотингхам)
- Елизабет Шарлота (* 14 януари 1625; † 18 март 1691), омъжена на 5/15 юни 1643 г. в замък Бюрен, Швейцария за граф Ото фон Лимбург-Щирум (* 1620; † 27 август 1679)
- Хенриета Амалия (* 26 февруари 1626; † 23 февруари 1655), омъжена на 22 февруари 1649 г. в Хага за бургграф и граф Фабиан III цу Дона (* 10 август 1617; † 22 ноември 1668)
- Катарина (* 19 март 1627; † 28 март 1697)
- Кристоф Делфикус фон Дона (* 4 юни 1628; † 21 май 1668 в Лондон), шведски генерал и дипломат, женен на 8 август 1658 г. за графиня Анна Оксенстиерна от Васа (* 4 май 1620; † 10 август 1690)
- Луиза (* 27 юли 1633; † 23 март 1690), омъжена на 1 юни 1662 г. за граф Флоренц Ото Хайнрих ван Биландт, барон ван Реидт (* 1638; † 3 март 1701)
- Фабиан Христоф (1622 – 1624)
- Вилхелм Белгикус (1630 – 1632)
- София (* 1631)
- Теодор Ауриакус (1632 – 1642)